# إلدون تومسون
إلدون تومسون (بالإنجليزية: Eldon Thompson)‏ (6 مايو 1974)؛ روائي أمريكي.